# Kartause Olmütz
Die Kartause Olmütz (auch „Kartause Domus Vallis Josephat“; tschechisch Kartouza Olomouc; lateinisch Cartusia Olumucensis) war ein Kloster des Kartäuserordens in Olmütz. Die Kartause Olmütz war die Nachfolgerin der während der Hussitenkriege untergegangenen Kartause Dolein.

## Geschichte
Die zwischen 1388 und 1409 errichtete Kartause Dolein wurde 1425 von den Hussiten eingenommen und als Stützpunkt für Angriffe auf das katholische Olmütz benutzt. Da die Doleiner Mönche nach Olmütz geflüchtet waren, erwarben sie 1428 von Mařík von Radovesnice ein Haus mit einer Kapelle in Olmütz, das nach dem Vorbesitzer als Sternberghaus bezeichnet wurde. Auch nachdem die Hussiten aus Dolein abgezogen waren, mussten die Mönche weiterhin in Olmütz bleiben, da die Doleiner Kartause 1437 von der dortigen Bürgerschaft aufgekauft und geschleift wurde.
Im selben Jahr begannen die Mönche mit dem Aufbau der Olmützer Kartause, die um 1443 fertiggestellt war und die Bezeichnung „Domus Vallis Josephus“ erhielt. Die „Mariä Himmelfahrt“ geweihte Klosterkirche entstand erst in den 1460er Jahren. In der Nähe der Kartause ließen sich auch die aus Landskron vertriebenen Augustiner-Chorherren nieder, die noch zu Friedenszeiten eine Gebetsverbrüderung mit der Kartause Dolein vereinbart hatten.
1617 entsandte Prior Franz von Bernkastel (František z Bernkastlu) Mönche nach Stiep, wo sie auf Wunsch Albrecht von Waldsteins, der 1609 durch seine Heirat mit Lukretia von Landek an Stiep gelangt war, eine Kartause aufbauen sollten. Sie wurde wegen des Ausbruchs des Dreißigjährigen Kriegs nicht vollendet und 1623 nach Karthaus Walditz übertragen. Die nach Stiep entsandten Mönche kehrten in die Kartause Olmütz zurück.
Nach dem Dreißigjährigen Krieg verbesserte sich die wirtschaftliche Situation der Kartause Olmütz. 1669 konnte die Herrschaft Doubravice erworben werden und 1675 wurde mit dem Umbau der Klosteranlage begonnen. Die Klosterkirche erhielt sieben neue Altäre, die 1690 geweiht wurden. Für die Mönche wurde nach dem Vorbild der Kartause Brünn ein neues Chorgestühl angeschafft. Anfang des 18. Jahrhunderts wurden die Dörfer Pavlov, Lechovice und Radnice erworben. Für die umfangreiche Sammlung von Handschriften, Wiegendrucken und anderen kostbaren Büchern ließ Prior Wiedemann einen neuen Bibliothekssaal errichten. 1776 weihte der Olmützer Bischof Matthias Franz Chorinský von Ledska in der renovierten Klosterkirche einen neuen Hauptaltar und die Seitenaltäre der Zwölf Apostel und der Märtyrer sowie in einer anliegenden Kapelle den Altar des hl. Johannes von Nepomuk.
Ab 1762 gehörte die Kartause Olmütz zur neu geschaffenen österreichischen Kartäuserprovinz. Am 19. Januar 1782 wurde die Kartause vom böhmischen König Joseph II. im Rahmen der Josephinischen Reformen aufgehoben. Der letzte Prior Antonín Skyba sowie sechzehn Mönche mussten das Kloster verlassen. Das Kloster- und Kircheninventar sowie die Kunstwerke wurden verkauft und in den Klostergebäuden eine Militärbäckerei eingerichtet. Zwischen 1839 und 1846 wurde an der Stelle der ehemaligen Kartause eine Kaserne errichtet.
Das Klosterarchiv gelangte an das Landesarchiv in Brünn. In der Olmützer Staatsbibliothek befinden sich 134 Handschriften aus der Klosterbibliothek. Das Chorgestühl aus der ehemaligen Klosterkirche wurde in die Heilig-Kreuz-Kirche (Kostel Povýšení svatého kříže) in Proßnitz verbracht.
Die für den Kartäuser Stephan von Dolein gelegentlich angegebene Namensvariante Stephan von Olmütz ist nicht korrekt. Stephan, der 1421 starb, war bis zu seinem Tod Prior von Dolein, die Gründung der Kartause Olmütz erlebte er jedoch nicht mehr.